# Aurora Gassó
Aurora Gassó Grau (Santa Coloma de Queralt, 17 de novembre de 1928 - Barcelona, 24 de març de 2019) és una pintora catalana.

## Vida
Encara que nasqué a Santa Coloma de Queralt, ella es considera reusenca, ja que quan tenia sis mesos els seus pares es traslladaren a Reus, on va créixer i començà la seva vida artística. Començà els seus estudis artístics a l'acadèmia del pintor Ferré Revascall i després es va traslladar al Círculo Artístico. També assistí a l'Escola d'Art del Centre de Lectura, on tingué com a professors Modest Gené i Pere Calderó. Un temps després la seva família es traslladà a Barcelona i ella es matriculà a la Reial Acadèmia Catalana de Belles Arts de Sant Jordi i també a l'Institut del Teatre.
El gener de 1951 inaugurà la seva primera mostra individual al Centre de Lectura i uns dies més tard ho feu al Casino de Tarragona. Cap al 1954 i els tres anys següents participà en concursos per donar a conèixer i promocionar les seves obres. El 1955 guanyà la Medalla Fortuny amb l'obra "El Fill". L'any següent prengué part al III Concurs Provincial d'Art que es feia al Centre de Lectura de Reus, concurs en què resultaren guanyadores tres dones: el primer premi atorgat a Maria Teresa Oliva, i els accèssits a Aurora Gassó i Maria Teresa Sanromà. Paral·lelament a la seva obra pictòrica, Aurora i el seu marit, Agustí Ballester, començaren a realitzar dissenys per a teixits. L'èxit que obtingueren amb aquesta nova faceta feu que es convertís en la seva professió fins a la jubilació. L'any 1957 Aurora es presentà al V Saló Nacional de Dibuix per a Alta Costura, on obtingué el primer premi en la modalitat de teixits. Un dels darrers concursos que participà en les comarques de Tarragona fou la Medalla Tapiró, en l'edició de 1958, però Aurora Gassó també es dedicà al món del teatre i l'any 1961 actuà al Candilejas de Barcelona en una obra dirigida pel seu marit.
Als anys setanta, a començament de la dècada, la pintora tornà amb força al camp de la creació pictòrica encetant un cicle d'exposicions que li donaren projecció internacional. El 1965 obtingué el primer Premi de Pintura que organitzaven els Hogares Mundet atorgat per la Diputació de Barcelona i el 1969 guanyà la medalla de bronze en l'Exposició nacional de Valladolid. La primera mostra important d'aquest nou període fou "Homes i Xarxes", a la Galeria Matisse de Barcelona. També es dedicà a la il·lustració de llibres per a diverses editorials.

## Premis i guardons[1]
- 1951: la seva primera mostra individual al Centre de Lectura. També, al Casino de Tarragona
- 1955: guanya la Medalla Fortuny amb l'obra El fill.[5]
- 1965: obté el primer Premi de Pintura que organitzaven els Hogares Mundet
- 1969: guanya la Medalla de Bronze en l'Exposició nacional de Valladolid